# Pollux (műhold)
A Pollux francia technológiai műhold, a Castor és Pollux műholdpáros egyik tagja.

## A küldetés
Fő cél volt a hordozórakéta működésének ellenőrzése, a gázfúvókák alkalmazhatóságának tesztelése. Egy hordozórakétával két műholdat (Castor és Pollux) állítottak pályára.

## Jellemzői
Gyártotta a Société Nationale Industrielle Aérospatiale, üzemeltette a Francia Űrügynökség (CNES).
Megnevezései: Pollux; Diamond (D-5A); COSPAR: 1975-039A; Kódszáma: 7801.
1975. május 17-én a Guyana Űrközpontból egy Diamant (BP.4) hordozórakéta juttatta magas Föld körüli pályára (HEO = High-Earth Orbit). Az orbitális egység pályája 100,2 perces, 30 fokos hajlásszögű, elliptikus pálya perigeuma 269 kilométer, az apogeuma 1283 kilométer volt.
Alakja kettő nyolcszögletű csonka kúp, átmérője 61, hossza 56 centiméter. Tömege 35 kilogramm. Az űreszköz felületét napelemek borították, éjszakai energiaellátását (a földárnyékban) ezüst-cink akkumulátorok biztosították. A tesztelt gázfúvókák 7 kilogramm hidrazin hajtóanyaggal rendelkeztek. A gyorsulásmérők feladata a hordozórakéta működésének ellenőrzése volt. Adatait rögzítette, majd telemetriai berendezéseivel a vevőállomásokra továbbította.
1975. május 8-án 80 nap (0,22 év) után technikai okok miatt befejezte szolgálatát. A légkörbe történő belépésének ideje ismeretlen.

## Külső hivatkozások
- Pollux. lib.cas.cz. [2013. október 13-i dátummal az eredetiből archiválva]. (Hozzáférés: 2014. február 8.)